# Holy Holy
Singles de David Bowie
Memory of a Free Festival
(juin 1970) Moonage Daydream
(mai 1971)
Holy Holy est une chanson de David Bowie parue en single en 1971. Comme ses deux précédents singles, The Prettiest Star et Memory of a Free Festival, c'est un échec commercial. C'est également son dernier single sur le label Mercury Records.
À la fin de l'année, Bowie envisage d'inclure une nouvelle version de cette chanson sur l'album The Rise and Fall of Ziggy Stardust and the Spiders from Mars, mais il finit par l'écarter. Cette deuxième version de Holy Holy voit le jour en 1974 en face B du single Diamond Dogs.

## Histoire
David Bowie enregistre une démo de Holy Holy à l'automne 1970. Elle lui permet de décrocher un contrat avec un nouvel éditeur à l'expiration de son contrat avec Essex Music. En effet, Bob Grace, cadre chez Chrysalis Music, est séduit par cette démo et convainc Chris Wright (en), l'un des deux fondateurs de Chrysalis, qu'ils doivent absolument devenir les éditeurs de Bowie. Le contrat est signé le 23 octobre 1970.
La première version de Holy Holy est enregistrée en l'espace de trois séances aux studios Island, situés dans le quartier londonien de Notting Hill, les 9, 13 et 16 novembre 1970. Le nouvel imprésario de Bowie, Tony Defries, lui suggère d'avoir recours aux services de Herbie Flowers pour le produire. Flowers, qui tient également la basse sur cet enregistrement, fait appel à deux de ses camarades du groupe Blue Mink pour les autres instruments : Alan Parker à la guitare et Barry Morgan (en) à la batterie. Cette chanson est éditée en single le 15 janvier 1971 par Mercury Records avec en face B Black Country Rock, tirée du dernier album studio de Bowie, The Man Who Sold the World. Le chanteur assure sa promotion dans le magazine télévisé de Granada Newsday le 18 janvier, vêtu de la même robe que celle qu'il porte sur la pochette de The Man Who Sold the World. Les critiques sont mitigées et le succès n'est pas au rendez-vous.
Bowie ressort Holy Holy des tiroirs à la fin de l'été 1971. Il enregistre une nouvelle version de la chanson, plus énergique, avec les Spiders from Mars : Mick Ronson à la guitare, Trevor Bolder à la basse et Mick Woodmansey à la batterie. Elle fait partie des titres dont l'inclusion est envisagée sur l'album The Rise and Fall of Ziggy Stardust and the Spiders from Mars, mais qui sont finalement laissés de côté, comme Velvet Goldmine ou les reprises de Round and Round et Amsterdam. Elle ne voit le jour que trois ans plus tard, en face B du single de 1974 Diamond Dogs.
Holy Holy est reprise sur la compilation Rare (1984) et en bonus de la réédition CD de The Man Who Sold the World (1990). Les livrets de ces deux disques affirment qu'il s'agit de la version du single de 1971, mais c'est en réalité la version réenregistrée qu'ils proposent. La première version de Holy Holy n'est réapparue qu'en 2015, dans la compilation Re:Call 1.

## Caractéristiques musicales
Holy Holy est une chanson de rock qui reflète l'influence de Marc Bolan, leader du groupe T. Rex, sur l'écriture de Bowie. Les deux artistes entretiennent au début des années 1970 une relation ambigüe entre amitié et rivalité. Sur Black Country Rock, la face B de Holy Holy, Bowie s'amuse à imiter les intonations vocales de Bolan.
Le biographe de Bowie Nicholas Pegg considère que la première version est trop lente et la basse mixée trop haut. Il juge la deuxième version meilleure grâce à son tempo plus rapide et au jeu de guitare de Mick Ronson. Il décèle dans les paroles des allusions à l'œuvre de l'occultiste anglais Aleister Crowley, qui inspire plusieurs chansons de l'album suivant de Bowie, Hunky Dory.

## Fiche technique

### Chansons
Toutes les chansons sont écrites et composées par David Bowie.
| 1. | Holy Holy          | 3:13 |
| 2. | Black Country Rock | 3:32 |

### Interprètes
- David Bowie : chant, guitare
- Alan Parker : guitare sur Holy Holy
- Herbie Flowers : basse sur Holy Holy
- Barry Morgan (en) : batterie sur Holy Holy
- Mick Ronson : guitare, claviers, chœurs sur Black Country Rock
- Tony Visconti : basse sur Black Country Rock
- Mick Woodmansey : batterie sur Black Country Rock[4]

### Équipe de production
- Herbie Flowers : production sur Holy Holy
- Tony Visconti : production sur Black Country Rock[4]